# Torsten Erik Rasmussen
Torsten Erik Rasmussen (født 29. juni 1944 i København) er en dansk direktør og bestyrelsesformand, der blandt andet var koncerndirektør for LEGO fra 1981 til 1997. 

## Baggrund
Torsten Rasmussen blev handelsuddannet hos Dalhoff Larsen & Horneman i 1961-64, hvor han både fik smag for tropisk hårdttræ og internationalt arbejde. 
Efter aftjent værnepligt ved Den Kongelige Livgarde, hvor han blev premierløjtnant af reserven, rejste han i 1967 til Pointe Noire i Congo, hvor han var afdelingschef og senere direktør for den Dalhoff Larsen & Horneman-ejede virksomhed Northern Soft- & Hardwood Co indtil 1971.
I 1972 læste Torsten Rasmussen MBA på managementskolen International Institute for Management Development i Lausanne, hvor han mødte Kjeld Kirk Kristiansen fra LEGO, og det møde kom til at sætte retningen for Torsten Rasmussens karriere. I 1973 begyndte han som direktionsassistent i LEGO Gruppen og herefter fulgte 24 år hos LEGO. 
I 1981 blev han koncerndirektør i LEGO Gruppen.
I 1997 forlod Torsten Rasmussen LEGO efter uenighed om strategien. Da han forlod virksomheden lå den årlige omsætning i omegnen af godt otte milliarder kroner. Han valgte et nyt karrierespor med strategisk rådgivning og bestyrelsesarbejde via selskabet Morgan Management.
Den mangeårige direktør i LEGO Gruppen er et efterspurgt bestyrelsesmedlem. Han har siddet i bestyrelser hos blandt andet Bang & Olufsen, Vestas, ECCO, ØK, VOLA, Louis Poulsen og Coloplast.

## Privat
Torsten Erik Rasmussen er søn af statsautoriseret revisor Viktor Rasmussen og Asta Rasmussen. Han er gift med Karen Voigt Rasmussen.